# Kenneth Geddes Wilson
Kenneth Geddes Wilson (Waltham, 8 giugno 1936 – Saco, 15 giugno 2013) è stato un fisico statunitense.
Ricevette numerosi riconoscimenti, tra cui il Premio Nobel per la Fisica ed il Premio Wolf. Il suo campo di ricerca riguarda principalmente la teoria quantistica dei campi, e le sue connessioni con problemi di meccanica statistica e computazionali.

## Biografia
Laureatosi presso la Harvard University, ottenne il PhD al California Institute of Technology nel 1961, sotto la guida di Murray Gell-Mann. svolse un post-dottorato al CERN.  
Dal 1963 fu ricercatore al dipartimento di Fisica della Cornell University, dove diverrà docente ordinario nel 1970. Nel 1974, ottenne presso la stessa università la cattedra James A. Weeks. Nel 1980 fu vincitore del Premio Wolf, e nel 1982 ottiene il Premio Nobel per le sue ricerche concernenti transizioni di fase al secondo ordine. 
Dal 1985 fu direttore del centro di calcolo computazionale della Cornell University, uno dei maggiori al mondo. Dal 1988 ebbe una cattedra anche alla Università statale dell'Ohio. Tra i suoi studenti di dottorato più noti vi sono Roman Jackiw e Michael Peskin.

## Premi e riconoscimenti
- Premio Dannie Heineman per la fisica matematica, 1973
- Medaglia Boltzmann, 1975
- Premio Wolf, 1980
- Harvard University: D.Sc, 1981
- Caltech: Distinguished Alumni Award,  1981
- Franklin Medal, 1982
- Premio Nobel, 1982
- Medaglia A.C. Eringen, 1984
- Premio Aneesur Rahman, 1993